# Hylaeus perplexus
Hylaeus perplexus är en biart som först beskrevs av Smith 1854.  Hylaeus perplexus ingår i släktet citronbin, och familjen korttungebin. Inga underarter finns listade i Catalogue of Life.

## Bildgalleri

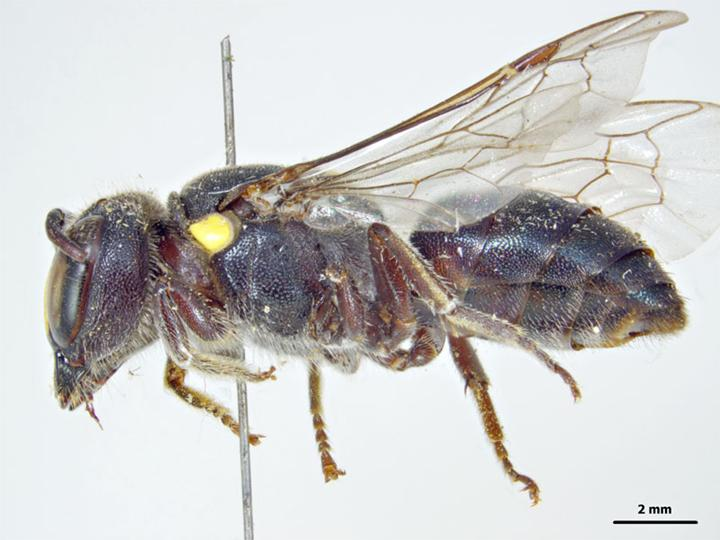
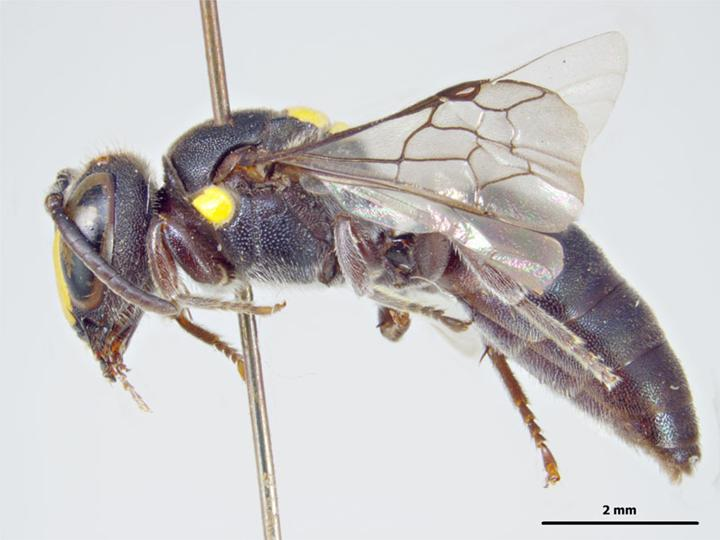